# 甲州博徒
甲州博徒（こうしゅうばくと）は、甲斐国（山梨県）における博徒に関する総説。

## 甲斐国と博徒
博徒は「侠客」「遊侠の徒」「無宿」とも言われ、御制禁であった博打を生業とする人々を意味する。司馬遷『史記』に拠れば博徒は古代中国の春秋戦国時代から存在したという。日本では平安時代末期から博打打ちの存在が確認され、鎌倉時代には幕府から禁止令が出されている。
江戸時代後期には中部・東海・関東地方を中心に博徒が横行し、駿河国の清水次郎長や上州の国定忠治など全国的に著名な博徒が出現し、親分・子分の系列化により一家を形成した。博徒の存在は法令上は反社会的集団と捉えられ、「盗賊」「悪徒」「賊徒」などの呼称で表記されている。
一方、甲州は甲斐国の別称で、本州中部に位置し周囲を山々で囲まれた山国。江戸時代には甲府城下町を中心に流通経済が発達し、甲州街道や駿州往還、中道往還や若彦路などの主要街道が整備され、特に駿河とは富士川舟運を通じて経済的に結ばれていた。
領主支配は享保9年（1724年）に甲斐一国が幕府直轄領化され、甲府町方は甲府勤番支配、在方は甲府・石和・市川、郡内谷村の代官支配となっている。

## 博徒の横行と流通経済
江戸後期の甲斐国は全国的に著名な博徒を多数輩出し、1898年（明治31年）に著名な博徒を相撲番付風に紹介した「近世侠客有名鑑」では最上段に挙げられた博徒の2割が甲斐国出身者で占められている。中でも駿河の清水次郎長（1820-1893）との抗争を繰り広げた黒駒勝蔵（1832-1871）を始め、勝蔵の親分であった竹居安五郎（1811-1862）、安五郎・勝蔵と敵対した三井卯吉(1798-1857）や、卯吉の子分である国分三蔵（生没年不詳）、祐天仙之助（1824頃-1863）、次郎長と同盟した津向文吉（1810-1883）、甲州博徒の先駆けとなった西保周太郎（1797-1821）などが著名な甲州博徒として知られる。
江戸時代には、弘化3年（1846年）に甲府勤番士の学問所である徽典館の学頭として江戸から甲府へ赴任した林靏梁の日記において、養蚕が盛んである甲斐国では経済的豊かさと享楽的気風の蔓延が同居していることを指摘している。天保3年（1832年）には石和代官・柴田善之丞が勘定奉行に提出した文書において、甲斐国において博徒が横行していた背景に周囲が山々に囲まれ他国・他領へ抜けることが容易な自然地理的条件を挙げている。
近代には1877年（明治10年）の山梨県の初代県令である藤村紫朗の建議書においても、藤村は山梨県における博徒盛行の要因に山林に囲まれ逃亡に適した地理的環境と、賭博嗜好の気風を論じている。
近代における山梨県の県民性について言及した文献には「任侠」「義侠」的気風を挙げ、これを誇るべき長所としている。1921年（大正10年）の樋口紫川『甲州案内・地理と歴史』では「任侠にして独立の気風に富む」、1936年（昭和11年）の山梨県師範学校・山梨県女子師範学校編『総合郷土研究』では「ものに感激し易く任侠に富む」、1942年の山梨県『山梨県政五十年誌』では「多血質で任侠の風に富んでいる」と記している。
また、1916年（大正5年）から若尾財閥三打目・若尾謹之助により開始された民間の修史事業である『山梨県志』編纂に際しては県内各市町村に対して、風土・歴史・地理などの項目を立てて照会した調査票である「町村取調書」が送付されているが、この中の「人物」の項目においては「忠臣」や「孝子」「学者」「富者」などとともに「侠客」が挙げられており、これらの人物を「社会的に顕著なる事跡を認められたるもの」として肯定的に捉えている。
このように近代において博徒の存在は社会的に認知され、天田愚庵『東海遊侠伝』をはじめ実録や小説、芝居などフィクションを通じて広く喧伝されていたが、博徒は法秩序の外にあり記録史料に残りにくいため、その実態については不明な部分が多い。
博徒は流通経済と関わりが深く、近世甲斐国では甲府城下町を中心に流通経済が発達し、富士川舟運を通じて駿河とは同一の経済圏で結ばれており、博徒の活動もこれと密接に関係していた。一例として甲州博徒の活動が活発化した19世紀には甲府城下では料理屋が発達し、甲府城下の飲食店に供給される海産物などの食材は博徒の勢力圏である駿河・伊豆方面から移入されている。また、料理屋は劇場など集客施設の付近に立地することが多く、多種多様な客層が集まり、博奕犯罪の多発した場でもあった。こうした料理屋には不審な人物が来店した際には通報・捕縛し役人に差し出す目明し的な治安維持の役割を担い、その見返りに飯盛女の雇用を許可された両義的性格を持った場でもあり、博徒とも関係が深かった。

## 主要な甲州博徒
甲斐国において博徒は一円に存在し、主に街道沿いや舟運の拠点である笛吹川や富士川など河川沿いを中心に分布している。
国中では甲府の三井（両国屋）卯吉、下曽根村の弥十郎、布施村の三井仙一（布施仙次郎）、豊富村の早川助重、大塚村の熊五郎らがいる。北巨摩では、若神子村の弥十、下条村の絵見堂松、韮崎の三好屋（吉野家）豊吉、湊屋善兵衛らがいる。
東郡では西保中村の西保周太郎、竹居村の竹居安五郎（吃安）、上黒駒村の黒駒勝蔵、国分村の国分三蔵、勝沼村の祐天仙之助、古関村の赤地丈左衛門、鶯宿村の宮川勝左衛門、南巨摩では鴨狩津向村の津向文吉、市川大門村の鬼神喜之助・小天狗亀吉兄弟、楠甫村の笠井多之助、伊沼村の村松茂吉、飯豊村の早川由蔵、下山村の胆取斧兵衛らがいる。
郡内では瑞穂村の渡辺長兵衛、豊浜村の鳥沢之粂、秋山八郎次、島田村の関戸多兵衛らがいる。

## 甲州博徒の抗争史

### 西保周太郎・古屋左京の抗争
甲州博徒の抗争の嚆矢となったのは西保中村（山梨市牧丘町）の西保周太郎と一之宮村の古屋左京との抗争で、西保周太郎は甲州名産であった煙草などの運送業や相撲興行に関与し、地域金融を営み、秩父往還・青梅往還沿いを縄張りとしていた。一方の古屋左京は一之宮村の神主で甲州街道と勝沼宿から青梅街道を南北に結ぶ地域を勢力圏とし、配下には拳銃や鉄炮など武術に秀でた子分を抱えていた。
両者は文政2年（1819年）から文政4年（1821年）頃に本格的な抗争を開始する。ある日、勝沼付近で古屋左京らが野外で博奕を行っていたところを、周太郎派の大野村の駒蔵が通りかかり口論となり、両勢力は互いの居宅を襲撃し刃傷騒動に発展した。
文政4年に西保周太郎は古屋左京側の博徒石森村の常兵衛の企てにより手打ち式に出席し、その場で殺害された。一方の古屋左京も文政6年に捕縛されて刑死し、両勢力が壊滅することで抗争は集結した。西保周太郎と古屋左京の抗争は甲斐の人々に大きな影響を与え、事件直後には『敵討甲斐名所記』が出版された。

### 天保騒動と博徒
天保7年（1838年）8月には甲斐東部の郡内地方から発生し、国中へ波及し甲斐一国規模の百姓一揆となった天保騒動が起こる。天保騒動に際しては多くの無宿が参加し、竹槍や鉄砲で武装して騒動は激化した。
天保騒動をきっかけに甲斐国では博徒取締が強化され、天保11年（1840年）の法令では、村落における博徒の斬殺や鉄炮による射殺もやむ無しとしている。こうした法令が発布されていた背景には地域社会において博徒が根を下ろしていた社会状況があったと考えられており、村落における経済発展に伴い日雇い労働力の必要性などから村内に身元の不確かな者も滞在していたと考えられている。

### 19世紀中盤の博徒間抗争
西保周太郎・古屋左京の壊滅後に甲州博徒は世代交代し、19世紀中盤には博徒の親分間の統合が進んだ。甲府町方には三井卯吉が博徒の親分と目明しの二面性を持った人物として君臨した。甲府盆地東部には、古屋左京の勢力を継承し、卯吉の子分で田安領の目明しでもあった国分村の国分三蔵や勝沼の祐天仙之助が勢力を持ち、竹居村の竹居安五郎・上黒駒村の黒駒勝蔵と敵対した。
さらに市川大門村には鬼神喜之助・小天狗亀吉らが勢力を持ち三井卯吉と敵対し、鴨狩津向村には駿河の清水次郎長と兄弟分である津向文吉が勢力を持ち竹居安五郎と敵対した。安五郎・文吉はともに富士川舟運を活動圏とし駿河方面へ進出しており、弘化2年（1845年）頃には鰍沢で安五郎と津向文吉の間で出入が発生した。また、同年には清水次郎長が文吉と次郎長の叔父にあたる和田島太郎右衛門の出入を仲裁し、文吉は次郎長との関係を深める。
こうした博徒間の出入の激化に伴い甲斐では博徒取締が強化され、津向文吉は嘉永2年（1849年）に捕縛され、明治2年（1869年）に恩赦されるまで八丈島に遠島となり、博徒間抗争から脱落する。また、嘉永4年（1851年）には竹居安五郎が捕縛され伊豆国新島に遠島となる。津向文吉・竹居安五郎の脱落により甲斐国内では三井宇吉・国分三蔵・祐天仙之助に対抗する大勢力が存在しない空白期に入った。
嘉永2年8月から10月には武蔵国石原村の無宿・幸次郎ら21名が武蔵国から甲斐国・駿河国を荒らしまわる事件が発生している。幸次郎は武蔵国秩父田中村の無宿岩五郎の配下で、嘉永2年4月5日に岩五郎・幸次郎は遠州岡田村で丹波屋伝兵衛・伊豆国間宮村の久八（大場久八）と衝突すると両者の抗争は激化し、8月25日には幸次郎ら21名が武蔵熊谷宿（埼玉県熊谷市）で金品の強奪・傷害・殺傷を行った。幸次郎一行は続いて秩父から甲斐へ入り、9月6日には鰍沢河岸（富士川町）において博徒・目徳（周徳）を殺害、さらに富士川を下り駿河を荒らしまわった後、ようやく韮山代官・江川太郎左衛門や甲府勤番支配に鎮圧・捕縛され、同年12月に幸次郎が処刑された。
嘉永6年（1853年）6月8日に、アメリカ合衆国のマシュー・ペリー艦隊が通商を求めて来航し、役人の取り締まりが弱体化していた隙を突き、竹居安五郎は新島を島抜けすることに成功し、甲斐へ戻りしばらく潜伏している。安政3年（1856年）7月には黒駒勝蔵が安五郎兄の中村甚兵衛の子分となり、勝蔵・安五郎の間で同盟が成立し、甲斐では国分三蔵と対抗する勢力が形成された。
安政4年１月（1857年）には三井卯吉が小天狗亀吉率いる博徒１１名により殺害され、博徒間抗争は国分三蔵・祐天仙之助と竹居安五郎・黒駒勝蔵との争いに移行していく。文久元年（1861年）3月頃には金川河原で勝蔵と三蔵間の出入が起こり、これをきっかけに両者の間で数次の抗争が発生する。
同年6月には卯吉の子分を引き継いでいた勝沼の祐天仙之助は勝蔵との抗争激化に伴い甲斐から逃亡し、江戸市中取締のため組織された新徴組に入隊するが、文久3年（1863年）に仙之助を仇としていた大村達尾に殺害される。

### 黒駒勝蔵と清水次郎長

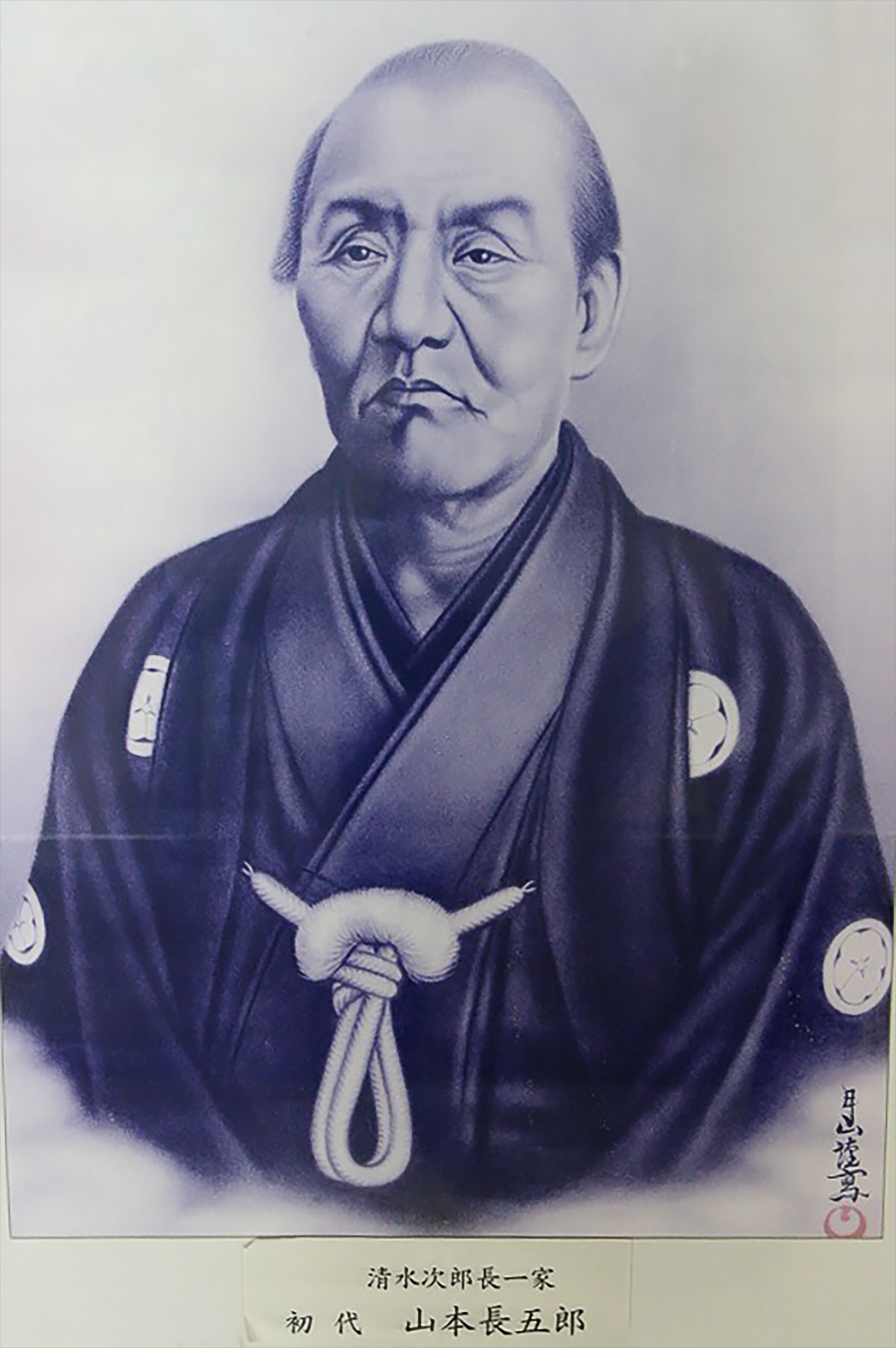
清水次郎長（山本長五郎）

甲斐において潜伏していた竹居安五郎は安政5年（1857年）頃から博徒としての活動を再開していたが、文久2年（1862年）には国分三蔵・上野の浪人犬上郡次郎らの計略により捕縛され、獄死する。黒駒勝蔵は安五郎の勢力を継承し甲斐においては国分三蔵を抗争し、駿河の宮島年蔵、伊豆の赤鬼金平・大場久八と同盟し、東海地方を転々とし清水次郎長とも抗争を繰り広げる。この頃には博徒間の抗争が広域化・複雑化し、甲斐国内のみならず駿河方面においても繰り広げられるようになった。
翌文久3年（1863年）に5月10日には天竜川で勝蔵と清水次郎長が対陣する。
元治元年（1864年）3月15日には勝蔵が国分三蔵宅を急襲し、三蔵は逃亡する。国分三蔵は従来これ以降の動向が不明であったが、近年の新出文書の発見で慶応3年（1867年）に国分村において村落間の紛争を調停するなど勢力を保っており、明治維新前後まで存命していたことが確認された。
同年6月に勝蔵は雲風亀吉のもとに身を寄せていたが次郎長に襲撃されている。さらに同年10月17日に勝蔵は安五郎の仇であった犬上郡次郎を襲撃し殺害する。また、同年には浪士を糾合して甲府城を奪取するという風聞が流れていたという。
慶応元年（1865年）7月に勝蔵は石和代官から追尾されるが、山中に潜伏して抵抗する。翌慶応2年（1866年）には勝蔵・次郎長間で荒神山の出入が発生する。
甲斐における追撃が激しさを増したことで勝蔵は甲斐を離れて岐阜の水野弥太郎のもとへ身を寄せ、慶応4年（1868年）1月16日には「小宮山勝蔵」の変名で赤報隊に入隊する。赤報隊は新政府に認められず壊滅するが、勝蔵は京都で「池田勝馬」の変名を名乗り四条隆謌の徴兵七番隊（第一遊軍隊）に参加し、戊辰戦争で東北地方を転戦し活躍する。
明治3年（1870年）の兵制改革で勝蔵の所属していた徴兵七番隊は解散した。勝蔵はそれ以前に甲斐の黒川金山採掘を新政府に願い出て許されているが、採掘事業には失敗する。翌明治4年（1871年）2月2日に勝蔵は脱退容疑で捕縛され、入牢する。同年10月14日には博徒時代の殺人などの罪状で刑死している。勝蔵が博徒の身から官軍に供奉するまでの出来事は甲斐において喧伝され、地元の書肆から『甲州黒駒勝蔵評判くどき』が出版されている。
明治後、清水次郎長は博徒から足を洗い社会事業に専念し、明治13年（1880年）6月15日には勝蔵派の原田常吉、雲風亀吉らと清水一家との間で手打ち式が行われ、甲州博徒の抗争は終結する。

## 明治期の博徒
明治初期には西洋的な刑法・治罪法の制定に伴い博徒取締が緩和され、全国的に博徒が横行する。1882年（明治15年）に政府から派遣された元老院議官・安場保和の「地方巡察復命書」では博徒の盛んな地域として山梨県のほか群馬県、長野県を挙げており、翌1883年（明治16年）の巡察史で元老院議官の渡辺清元も山梨県における博徒の横行を答申している。
政府ではこうした事態に対して1884年（明治17年）1月に「賭博犯処分規則」を布告して博徒取締を強化し、山梨県でも県令の藤村紫朗が博徒対策を強化し、1877年（明治10年）には藤村は内務卿大久保利通に「賭博取締ノ儀」を建議している。藤村は1884年（明治17年）に博徒大刈込（賭博半処分規則）により博徒取締の強化を行い、山梨県における博徒の活動は沈静化した。
全国的な博徒取締の強化により、博徒は自由民権運動や困民党に接近し、各地で大衆蜂起や政府転覆事件を引き起こしている。山梨県では1884年（明治17年）の秩父事件において県内から数名の参加者を出したが、県内における蜂起も起こらなかった。江戸時代以来の甲州博徒のうち、豊富村の早川助重は民権運動にも参加し、1906年（明治39年）には土地均分論を唱える土地復権同士会が同士募集のため甲府市を訪れ、同会の『巡歴日誌』同年5月18日条では早川について触れている。